# Retonfey
Retonfey és un municipi francès, situat al departament del Mosel·la i a la regió del Gran Est. L'any 2007 tenia 1.313 habitants.

## Demografia

### Població
El 2007 la població de fet de Retonfey era de 1.313 persones. Hi havia 475 famílies, de les quals 67 eren unipersonals (24 homes vivint sols i 43 dones vivint soles), 153 parelles sense fills, 220 parelles amb fills i 35 famílies monoparentals amb fills.
La població ha evolucionat segons el següent gràfic:
Habitants censats

### Habitatges
El 2007 hi havia 494 habitatges, 482 eren l'habitatge principal de la família i 12 estaven desocupats. 446 eren cases i 47 eren apartaments. Dels 482 habitatges principals, 396 estaven ocupats pels seus propietaris, 78 estaven llogats i ocupats pels llogaters i 8 estaven cedits a títol gratuït; 1 tenia una cambra, 11 en tenien dues, 29 en tenien tres, 74 en tenien quatre i 368 en tenien cinc o més. 440 habitatges disposaven pel capbaix d'una plaça de pàrquing. A 178 habitatges hi havia un automòbil i a 287 n'hi havia dos o més.

### Piràmide de població
La piràmide de població per edats i sexe el 2009 era:
| Homes | Edats   | Dones |
| ----- | ------- | ----- |
| 0     | 95 o +  | 0     |
| 0     | 90 a 94 | 4     |
| 8     | 85 a 89 | 8     |
| 0     | 80 a 84 | 0     |
| 4     | 75 a 79 | 12    |
| 20    | 70 a 74 | 16    |
| 24    | 65 a 69 | 8     |
| 28    | 60 a 64 | 40    |
| 56    | 55 a 59 | 28    |
| 64    | 50 a 54 | 100   |
| 56    | 45 a 49 | 36    |
| 56    | 40 a 44 | 56    |
| 56    | 35 a 39 | 60    |
| 36    | 30 a 34 | 52    |
| 32    | 25 a 29 | 36    |
| 48    | 20 a 24 | 24    |
| 52    | 15 a 19 | 64    |
| 60    | 10 a 14 | 40    |
| 72    | 5 a 9   | 48    |
| 32    | 0 a 4   | 40    |

## Economia
El 2007 la població en edat de treballar era de 931 persones, 678 eren actives i 253 eren inactives. De les 678 persones actives 640 estaven ocupades (335 homes i 305 dones) i 39 estaven aturades (21 homes i 18 dones). De les 253 persones inactives 89 estaven jubilades, 99 estaven estudiant i 65 estaven classificades com a «altres inactius».

### Ingressos
El 2009 a Retonfey hi havia 488 unitats fiscals que integraven 1.329 persones, la mediana anual d'ingressos fiscals per persona era de 22.938 €.

### Activitats econòmiques
Dels 43 establiments que hi havia el 2007, 2 eren d'empreses de fabricació d'altres productes industrials, 11 d'empreses de construcció, 5 d'empreses de comerç i reparació d'automòbils, 4 d'empreses de transport, 1 d'una empresa d'hostatgeria i restauració, 3 d'empreses d'informació i comunicació, 4 d'empreses immobiliàries, 5 d'empreses de serveis, 4 d'entitats de l'administració pública i 4 d'empreses classificades com a «altres activitats de serveis».
Dels 13 establiments de servei als particulars que hi havia el 2009, 2 eren paletes, 1 guixaire pintor, 3 fusteries, 1 lampisteria, 2 electricistes, 1 perruqueria, 2 agències immobiliàries i 1 tintoreria.
L'any 2000 a Retonfey hi havia 6 explotacions agrícoles.

## Equipaments sanitaris i escolars
El 2009 hi havia 1 escola maternal i 1 escola elemental.

## Poblacions més properes
El següent diagrama mostra les poblacions més properes.